# Квадратура круга (емисија)
Квадратура круга је емисија која се емитује сваке суботе на РТС-у. Аутор емисије је Бранко Станковић.
Квадратура круга се бави људима који су оставили траг више у односу на окружење: ствараоцима, иноваторима, креативним, талентованим, племенитим и необичним људима и њиховим судбинама. Емисија постоји од фебруара 2002. године.
Године 2011. изашла је књига у којој је приказано 20 изабраних прича из емисије.
Бележећи значајне појаве и догађаје, екипа Квадратуре круга је 2014. посетила Крупањ после поплаве у мају 2014, и једну целу емисију посветила последицама стихије.